# ویکو توریانی
ویکو توریانی (انگلیسی: Vico Torriani; ۲۱ سپتامبر ۱۹۲۰ – ۲۵ فوریهٔ ۱۹۹۸) بازیگر و خواننده اهل سوئیس بود.